# 日本駐臺代表列表
本列表為日本駐中華民國（臺灣）歷任外交官名錄。1972年至今雙方無正式外交關係。

## 二戰前歷史
臺灣清領時期，日本與清廷在1871年締約並派遣領事，將臺灣納入駐福州領事館的轄區，未派遣外交官常駐臺灣:63。1895年至1945年間，日本殖民統治臺灣而無須設置駐臺代表機構，涉臺外事由臺灣總督府外務部、外事課、外事部等涉外機構等掌理:152-155。

## 駐臺北日本政府在外事務所長
1945年第二次世界大戰結束至1952年《舊金山和約》恢復日本主權間，處於盟軍佔領時期的日本以日本政府在外事務所作為駐外機構。1951年11月17日設立駐臺北日本政府在外事務所後，以所長作為駐臺代表，直至日本駐中華民國大使館在台復設為止:274。
| 姓名 （中文） | 任期                           | 備註                                           |
| ------------- | ------------------------------ | ---------------------------------------------- |
| 木村四郎七    | 1951年11月17日－1952年12月26日 | 所長任期結束後轉任日本駐中華民國大使館參贊:276 |

## 日本台灣交流協會台北事務所代表
1972年日本與中華民國斷交後，設立財團法人交流協會，協會會長由重要業界人士擔任，台北事務所代表則由資深外交官擔任（相當於大使）。2017年改名為日本台灣交流協會。
| 姓名 （中文） | 任期                   | 備註                                                       |
| ------------- | ---------------------- | ---------------------------------------------------------- |
| 伊藤博教      | 1972年12月－1974年11月 | 首任                                                       |
| 卜部敏男      | 1974年11月－1977年10月 |                                                            |
| 西山昭        | 1977年11月－1980年3月  |                                                            |
| 人見宏        | 1980年4月－1983年3月   | 前駐泰國大使，西貢淪陷前末任駐南越大使                     |
| 原富士男      | 1983年4月－1990年7月   |                                                            |
| 梁井新一      | 1990年7月－1995年2月   |                                                            |
| 後藤利雄      | 1995年3月－1998年3月   |                                                            |
| 山下新太郎    | 1998年3月－2002年      | 前駐西德、泰國、波蘭及韓國大使                             |
| 内田勝久      | 2002年2月－2005年5月   | 前駐以色列、新加坡、加拿大大使                             |
| 池田維        | 2005年5月－2008年7月   | 前駐荷蘭、巴西大使                                         |
| 齋藤正樹      | 2008年7月－2009年12月  | 前駐柬埔寨、新西兰大使                                     |
| 今井正        | 2010年1月－2012年4月   | 前駐以色列、馬來西亞大使                                   |
| 樽井澄夫      | 2012年4月－2014年7月   | 前駐科威特大使、駐日內瓦裁減軍備會議日本代表、沖繩擔當大使 |
| 沼田幹夫      | 2014年7月－2019年10月  | 前駐緬甸大使、外務省大臣官房附員、紐約總領事館首席領事     |
| 泉裕泰        | 2019年10月－2023年11月 | 前駐孟加拉大使、外務省研修所長、駐美公使、駐上海總領事     |
| 片山和之      | 2023年11月－現任       | 前駐祕魯大使、駐馬來西亞公使、駐中國公使、駐比利時公使     |

## 資料來源
1. 1 2 3 4  , 臺北市: 臺灣省文獻委員會, 1971-06-30

## 外部連結
- 日本臺灣交流協會臺北事務所（Facebook）